# Petalura hesperia
Petalura hesperia е вид насекомо от семейство Petaluridae. Видът е почти застрашен от изчезване.

## Разпространение и местообитание
Видът е разпространен покрай потоци и реки в близост до югозападното крайбрежие на Западна Австралия.